# 46ª Squadriglia
La 46ª Squadriglia del Servizio Aeronautico del Regio Esercito dall'aprile 1916 volava con aerei Farman 14.

## Storia

### Prima guerra mondiale
Il 15 aprile 1916 nel cambio dei nomi di tutte le squadriglie la 6ª Squadriglia per l'artiglieria del Campo di aviazione di Verona-Tombetta del Capitano osservatore Riccardo Adorni dotata di Farman 14 con motore Fiat A.10 diventa 46ª Squadriglia.
Il 30 aprile passa al VII Gruppo (poi 7º Gruppo Autonomo Caccia Terrestre) per l'Artiglieria della 1ª Armata (Regio Esercito) ed è organizzata in 2 Sezioni Farman a Verona con 6 aerei ed un distaccamento all'Aeroporto di Asiago con una Sezione Farman ed una Caudron con 4 osservatori.
Nell'ambito della Battaglia degli Altipiani il 20 maggio la Sezione di Asiago va a Nove di Bassano, quelle di Verona a Castenedolo (poi Aeroporto di Brescia-Montichiari) ed il 10 giugno a Nove di Bassano arriva una Sezione Caudron dalla 42ª Squadriglia.
Il 15 giugno guidano il tiro delle batterie su Villa Rossi e Villa Trevisan in Valdastico contro 4 batterie nemiche. A Castenedolo a maggio dispone di 5 piloti e 5 osservatori. 
Nel mese di luglio la 1ª Sezione ha 3 piloti, la 2^ due e la 3^ tre a Castenedolo e quella di Nove ha 6 piloti e 7 osservatori. L'11 luglio si sposta al Campo di aviazione di Villaverla ed il distaccamento di Nove diventa la 49ª Squadriglia. Poi distacca una Sezione di Feltre con 3 piloti e 5 osservatori per l'Artiglieria del XVIII Corpo d'Armata ed al 1º settembre a Castenedolo dispone di 5 piloti.
A novembre a Castenedolo ci sono 4 piloti ed a fine anno il distaccamento di Feltre va al Campo di aviazione di Trissino con 3 piloti e 2 osservatori.
Il 1º gennaio 1917 a Castenedolo dispone di 4 osservatori ed a Trissino di 7 osservatori e l'8 gennaio l'aereo dell'aspirante Amedeo Mecozzi viene danneggiato dalla contraerea. In febbraio cambia i Farman Fiat con i più potenti Farman con motore Colombo e l'11 marzo il comando passa al Cap. osservatore Vittorio Giovine.
Il 10 aprile non esistono più le squadriglie per l'Artiglieria e diventa squadriglia di corpo d'armata passando al III Corpo d'armata (Regio Esercito) della 1ª Armata.
Il 10 maggio passa al III Gruppo (poi 3º Gruppo caccia terrestre) e la Sezione di Trissino crea la 50ª Squadriglia. In primavera dispone di 8 piloti e 11 osservatori ed in luglio, dopo la decisione di chiusura delle squadriglie Farman, dispone di 2 piloti e 9 osservatori. Viene sciolta il 31 agosto 1917 e 4 piloti vanno con gli aerei alla 50ª Squadriglia e 2 piloti e 7 osservatori passano alla 37ª Squadriglia.

### Seconda guerra mondiale
Al 10 giugno 1940 era al Bir el Bhera (vicino a Iefren) con 7 S.M.79 nel XXXVI Gruppo del 33º Stormo Bombardamento Terrestre della 5ª Squadra aerea della Regia Aeronautica.